# Cerrina Monferrato
Cerrina Monferrato (piemontiul: La Srin-a) település Olaszországban, Piemont régióban, Alessandria megyében. Lakosainak száma 1312 fő (2023. január 1.). Cerrina Monferrato Castelletto Merli, Gabiano, Mombello Monferrato, Odalengo Grande, Odalengo Piccolo és Villamiroglio községekkel határos.

## Népesség
A település lakossága az elmúlt években az alábbi módon változott:
| Lakosok száma | 1391 | 1372 | 1312 |
|               | 2017 | 2018 | 2023 |